# Dolichoderus curvilobus
Dolichoderus curvilobus är en myrart som först beskrevs av John E. Lattke 1987.  Dolichoderus curvilobus ingår i släktet Dolichoderus och familjen myror. Inga underarter finns listade i Catalogue of Life.